# بربريوسيات
البربريوسيات (الاسم العلمي:Berberidopsidales) هي رتبة من النباتات المزهرة الخشبية في نصف الكرة الجنوبي. تم قبول الاسم حديثًا في نظام م.تس.كب 3 لتصنيف النباتات. يذكر نظام م.تس.كب 2 (APG II)، لعام 2003 ، إمكانية الاعتراف بالرتبة باعتبارها تشمل فصائل البربريوسية وقاتلات العنز (Aextoxicaceae). ومع ذلك ، ترك نظام م.تس.كب 2 الفصائل في وضع غير مناسب حسب الرتبة وخصصها إلى فرع ثنائيات الفلقة الحقيقية. اعترف نظام م.تس.كب 3 لعام 2009 بالرتبة رسميًا.
فصيلة قاتلات العنز هي فصيلة أحادية النمط موطنها تشيلي أما الفصيلة البربريوسية فهي فصيلة من جنسين و 3 أنواع موطنها تشيلي وشرق أستراليا.

## التصنيف
- رتبة البربريوسيات
  - الفصيلة البربريوسية
    - البربريوس
    - ملتوي الأجمة

  - فصيلة قاتلات العنز
    - قاتل العنز